# قيطية
قيطية، قرية فلسطينية تقع في سهل الحولة شمال شرق مدينة صفد، تبعد عنها نحو 42.5 كم منها 40.5 كم طريقًا معبدًا. جاءت الكلمة من قيطة السريانية بمعنى الصيف.
أنشئت قيطية في الأغوار الواقعة شمالي بحيرة الحولة، على ارتفاع 85م عن سطح البحر. يخترق نهر الحاصباني القسم الغربي منها ويمرّ بشرقها مباشرةً نهر القروني (القاروني) ونهر بانياس على بعد 1.5 كم. على مسافة 1.75 كم إلى الجنوب من القرية يتكوّن نهر الحاصباني من التقاء عدة أنهار تشكّل الروافد العليا لنهر الأردن.
تتكوّن القرية من قسمين، الأول شرقي- وهو الأكبر- يقع على الضفة الغربية لنهر القروني (القاروني) إلى الشرق من نهر الحاصباني ويتكوّن من جزئين؛ الأول مكتظ يمتدّ من الشمال إلى الجنوب، والآخر متباعد إلى الغرب منه. أمّا الثاني -وهو الأصغر- يقع على الضفة الغربية لنهر الحاصباني إلى الغرب من القسم الأول ويمتدّ بصورة عامة من الشمال إلى الجنوب، ومساكنه متباعدة.
ضمّت القرية 193 مسكنًا في عام 1931. في حين بلغت مساحة القرية في عام 1945 93 دونمًا (الثالثة بين قرى قضاء صفد) ومساحة أراضيها 5,390 دونمًا، تملّك اليهود منها 183 دونمًا، أيّ 3.4%. كان فيها 824 نسمة من العرب في عام 1931، ارتفع العدد إلى 940 نسمة في عام 1945 فكانت بذلك في المرتبة العاشرة من حيث عدد السكان في قضاء صفد في ذلك العام.
ضمّت القرية مطحنة للحبوب على الضفة الشرقية لنهر القروني (القاروني). لم يكن في القرية خدمات، حيث اعتمد اقتصادها على تربية المواشي والزراعة. كان فيها 19 دونمًا مزروعة برتقالًا في عام 1945.
أسّسوا اليهود في عام 1940 مستوطنة “بيت هلل” في شمال غرب القرية على بعد 0.75 كم. امتد فيما بعد ليصل إلى الطرف الشمالي الغربي لموقع القرية ويطغى عليها. حيث بلغ عدد سكانه 105 نسمة عام 1950، الذي ارتفع في عام 1961 إلى 260 نسمة معظمهم مهاجرون من روسيا وبولندا ورومانيا، ثم انخفض عددهم إلى 173 نسمة في عام 1970.
شرّد اليهود سكان القرية العرب ودمروها في عام 1948.

## احتلال القرية وتطهيرها عرقيًّا
عزى تهجير سكان قيطية إلى حملة الحرب النفسية التي شنّتها "الهاغاناه" في نطاق "عملية يفتاح". يقول المؤرخ الإسرائيلي بني موريس أنّ السكان نزحوا في 19أيار/ مايو 1948 لكنّ وعند منتصف ليل 5 حزيران/ يونيو، طوّقت شاحنات الجيش الإسرائيلي القرية واقتحمها الجنود فجمعوا سكانها ورموهم هم وسكان الجاعونة والخصاص على سفح تل أجرد بالقرب من عكبرة جنوبي صفد. أثارت هذه الغارة على القرى الثلاث ضجّة في صفوف بعض الإسرائيليين اليساريين. حيث قال نائب من نواب حزب مبام في الكينست "إنّ القرويين الفلسطينيين عوملوا بوحشية...مع الرفسات والشتائم والإهانة". في حين سوّغ الجيش الإسرائيلي وحشيته بالزعم أنه تلقى معلومات فحواها أنّ الإستخبارات السورية كانت تسعى إلى استمالة القرويين واستعمالهم ضدّهم. لهذا السبب كان من المهم إبعادهم عن الحدود، حيث قال رئيس الحكومة دافيد بن غوريون "أنّه وجد أسباب العسكر كافية ولا يعلم يقينًا ماذا حل بسكان قيطية. لكنّ موريس يقول إنّ الأوضاع في عكبرة حيث طًرحوا، ظلّت سيّئة لمدة أعوام.

## القرية اليوم
لم يبق من القرية إلّا بضعة حجارة. أمّا الأراضي المحيطة بالقرية في اليوم مزروعة، باستثناء رقعة صغيرة تتبعثر الأنقاض الحجرية فيها وتغلب عليها النباتات الشائكة وأشجار الكينا.

## المستعمرات الإسرائيلية على أراضي القرية
في سنة 1943 أسّس الإسرائيليين مستعمرة «كفار بلوم» جنوبيّ القرية على أراضي كانت تابعة لقيطية. أمّا مستعمرة «بيت هيلل» التي أسّست في سنة 1940، فكانت أقرب إلى القرية من «كفار بلوم»، لكنّها لم تكن على أراضيها. من الجائز أن تكون المستعمرة ضمنت بعض هذه الأراضي عندما توسعت في سنة 1948.

## وصلات خارجية
- قيطية ترحب بكم